# آکیهیرو هایاشی
آکیهیرو هایاشی (به انگلیسی: Akihiro Hayashi) (زاده ۷ مه ۱۹۸۷) بازیکن فوتبال اهل ژاپن است.